# Wang Zhiliang
Wang Zhiliang (* 1941 in Xushui; † 15. September 2020 in Hongkong) war ein chinesischer Tischtennisspieler und -trainer. Er wurde 1963 Weltmeister im Doppel.

## Werdegang
Wang Zhiliang war Abwehrspieler.
1961 wurde er in die chinesische Nationalmannschaft berufen. Bei seiner ersten WM-Teilnahme 1961 blieb er noch ohne Medaillengewinn. Seine größten Erfolge feierte er bei der WM 1963 in Prag. Im Einzel kam er bis ins Halbfinale, wo er gegen seinen Landsmann Li Furong verlor. Im Doppel mit Zhang Xielin wurde er nach einem Endspielsieg gegen Chuang Tse-Tung/Xu Yinsheng Weltmeister.
Zwei Jahre später, bei der WM 1965, konnte er mit dem gleichen Partner den Doppeltitel nicht verteidigen. Erneut standen sich im Endspiel die gleichen Paare gegenüber, diesmal behielten aber Chuang Tse-Tung/Xu Yinsheng die Oberhand.
In der ITTF-Weltrangliste wurde Wang Zhiliang 1964 und 1965 auf Platz 6 geführt.
Nach dem Ende seiner aktiven Laufbahn arbeitete Wang Zhiliang ab 1970 als Nationaltrainer. Er war zuständig für die Damenspielerinnen, die unter seiner Leitung bei der WM 1971 mehrere Medaillen gewannen.

## Privat
Wang Zhiliang studierte in Tianjin an der Sport-Universität. 1968 heiratete er die chinesische Nationalspielerin Huang Yu-Huan. Mit ihr hat er zwei Kinder. Wegen der Kulturrevolution emigrierte die Familie nach Hongkong, wo Wang Zhiliang zusammen mit seinem Schwiegervater als Trainer arbeitete.

## Turnierergebnisse
| Verband | Veranstaltung     | Jahr | Ort       | Land | Einzel     | Doppel    | Mixed     | Team |
| ------- | ----------------- | ---- | --------- | ---- | ---------- | --------- | --------- | ---- |
| CHN     | Weltmeisterschaft | 1965 | Ljubljana | YUG  | letzte 32  | Silber    | letzte 32 |      |
| CHN     | Weltmeisterschaft | 1963 | Prag      | TCH  | Halbfinale | Gold      | letzte 32 |      |
| CHN     | Weltmeisterschaft | 1961 | Peking    | CHN  | letzte 128 | letzte 64 | letzte 64 |      |